# Марин I (консул Гаети)
Марин I, консул Гаети з 839. Правив разом із своїм батьком Костянтином, прихильник політики Візантії. Був силою позбавлений влади Доцибілом I.
Мав титул «граф». Ймовірно, що його сином був префект Кампул.